# Smedbälgen
Smedbälgen är en sjö i Vetlanda kommun i Småland och ingår i Emåns huvudavrinningsområde. Sjön har en area på 0,0659 kvadratkilometer och ligger 172 meter över havet.

## Delavrinningsområde
Smedbälgen ingår i det delavrinningsområde (635618-146947) som SMHI kallar för Inloppet i Saljen. Medelhöjden är 192 meter över havet och ytan är 19,27 kvadratkilometer. Räknas de 4 delavrinningsområdena uppströms in blir den ackumulerade arean 120,92 kvadratkilometer. Skärveteån (Farstorpaån) som avvattnar avrinningsområdet har biflödesordning 3, vilket innebär att vattnet flödar genom totalt 3 vattendrag innan det når havet efter 138 kilometer. Delavrinningsområdet består mestadels av skog (55 %) och jordbruk (27 %). Avrinningsområdet har 0,81 kvadratkilometer vattenytor vilket ger det en sjöprocent på 4,2 %. Bebyggelsen i området täcker en yta av 0,44 kvadratkilometer eller 2 % av avrinningsområdet.